# Bulbophyllum minutulum
Bulbophyllum minutulum là một loài phong lan thuộc chi Bulbophyllum.